# 194 (szám)
A 194 (százkilencvennégy) a 193 és 195 között található természetes szám.
A 194 a legkisebb olyan szám, amely ötféleképpen felírható három négyzetszám összegeként.
A 194 a legkisebb olyan Markov-szám, amely nem Fibonacci-szám és nem is Pell-szám.
Nincs megoldása a φ(x)=194 egyenletnek az egész számok halmazán.
A 194 egy félprím, mivel két prímszám szorzata.